# Урунск
Урунск — село в Солтонском районе Алтайского края. Входит в состав Солтонского сельсовета.

## История
Основано в 1819 г. В 1928 году село Урунское состояло из 231 хозяйства, основное население — мордва. В административном отношении являлось центром Урунского сельсовета Солтонского района Бийского округа Сибирского края.

## Население
| 1926 | 1997 | 1998 | 2000 | 2001 | 2002 |
| ---- | ---- | ---- | ---- | ---- | ---- |
| 1365 | ↘272 | ↘267 | ↘263 | ↘252 | ↘246 |
| 2003 | 2004 | 2005 | 2006 | 2007 | 2008 |
| ↘241 | ↘239 | ↘230 | ↗246 | ↘235 | ↘190 |
| 2009 | 2010 | 2011 | 2012 | 2013 |      |
| ↘189 | ↘159 | ↘157 | ↘154 | ↘140 |      |

Национальный состав
Согласно результатам переписи 2002 года, в национальной структуре населения русские составляли 84 %.